# Porrog
Porrog je selo u južnoj zapadnoj Mađarskoj.
Zauzima površinu od 14,02 km četvorna.

## Zemljopisni položaj
Nalazi se na 46° 17′ 14,1″ sjeverne zemljopisne širine i 17° 2′ 1,03″ istočne zemljopisne dužine.
U neposrednom susjedstvu Supal je zapadno, Sekral jugoistočno. Bikežda je zapadno-sjeverozapadno, Šur i Nemespátró su sjeverozapadno, Agnnezlački arboretum sjeverno-sjeveroistočno, Csurgónagymarton i Čičovec su sjeveroistočno, Čurguj je istočno-jugoistočno i jugojugoistočno, Đikeniš je južno-jugozapadno, Zakon je jugozapadno.

## Upravna organizacija
Nalazi se u Čurgujskoj mikroregiji u Šomođskoj županiji. Poštanski broj je 8858.

## Promet
Južno od sela prolazi željeznička pruga Dumvar – Đikeniš.

## Stanovništvo
Porrog ima 242 stanovnika (2001.). Skoro svi su Mađari. 2,4% je Roma i 1,6% Rumunja.

## Vanjske poveznice
- (mađarski) Zračne snimke